# Gare de Tergnier
Gare de Tergnier vasútállomás Franciaországban, Tergnier településen.

## Vasútvonalak
Az állomást az alábbi vasútvonalak érintik:
- Amiens-Laon-vasútvonal
- Creil–Jeumont-vasútvonal

## Kapcsolódó állomások
A vasútállomáshoz az alábbi állomások vannak a legközelebb:
- Gare de Mennessis
- Gare de La Fère
- Gare de Viry-Noureuil
- Gare de Chauny
- Gare de Saint-Quentin